# 奥山駅
奥山駅（おくやまえき）は、静岡県引佐郡引佐町奥山（開業時は旧・引佐郡奥山村奥山、現・浜松市浜名区引佐町奥山）にあった遠州鉄道奥山線の駅（廃駅）である。奥山線の部分廃線に伴い1963年（昭和38年）5月1日に廃駅となった。

## 歴史
- 1923年（大正12年）4月15日：浜松鉄道気賀駅（後の気賀口駅） - 当駅間延伸開通（奥山線全通）に伴い開業[1][2][3]。
- 1947年（昭和22年）5月1日：浜松鉄道が遠州鉄道と合併。それに伴い同社奥山線の駅となる[1][3]。
- 1963年（昭和38年）5月1日：奥山線の部分廃線に伴い廃止となる[1][2][3]。

## 駅構造
廃止時点で、単式ホーム1面1線を有する地上駅であった。ホームは線路の北側（奥山方面に向かって右手側）に存在した。そのほか側線として、本線から南に分岐する機回し線と、機回し線遠鉄浜松方から南に分岐し東側の末端部分に車庫を有する行き止りの車庫線を1線有していた。1963年（昭和38年）4月時点では車庫にはボギー貨車が格納されていたという。
職員配置駅となっていた。駅舎は構内の北側に位置しホーム中央部分に接していた。古い木造駅舎であった。車庫線の分岐部附近に給水塔が設置されており、その隣には倉庫、さらにその隣に桜の木があった。

## 駅周辺
奥山半僧坊方広寺の玄関口で、かつて当駅は門前駅として栄えた時期もあったという。浜松鉄道の奥山への延伸は、方広寺から延長要望も出されたことがあった。
- 静岡県道303号新城引佐線
- 奥山郵便局
- 奥山小学校
- 奥山半僧坊方広寺[4]
- 神宮寺川

## 駅跡
1997年（平成9年）時点では、遠鉄バスの車庫になっていた。2007年（平成19年）8月時点、2010年（平成22年）時点でも同様であった。1997年（平成9年）時点では構内は未舗装であったが、2010年（平成22年）時点では舗装されていた。
1997年（平成9年）時点では、駅跡地の中村方にあった神宮寺川を渡る鉄橋が、再利用されずに放置されていた。2010年（平成22年）時点でも同様であった。

## 隣の駅
遠州鉄道
奥山線
中村駅 - 奥山駅
かつて中村駅と当駅との間に小斎藤駅が存在した（1923年（大正12年）4月15日開業、戦時中休止、1946年（昭和21年） - 1952年（昭和27年）の間に廃止（あるいは戦時中に廃止）。